# 小林敏雄
小林 敏雄（こばやし としお、1941年（昭和16年）7月15日 - ） は、日本の機械工学者。東京大学名誉教授。元日本機械学会会長。

## 経歴
1970年東京大学大学院工学系研究科博士課程修了、東京大学生産技術研究所助教授。1986年東京大学生産技術研究所教授。1996年東京大学国際・産学共同研究センター教授。2000年日本学術会議会員。2001年日本機械学会会長。
2003年日本自動車研究所副理事長・所長、東京大学名誉教授。2012年日本自動車研究所代表理事・研究所長。2013年日本自動車研究所顧問。アイシン精機取締役。2016年ドライブレコーダー協議会代表理事会長。2022年、瑞宝中綬章受章。